# WBG-X

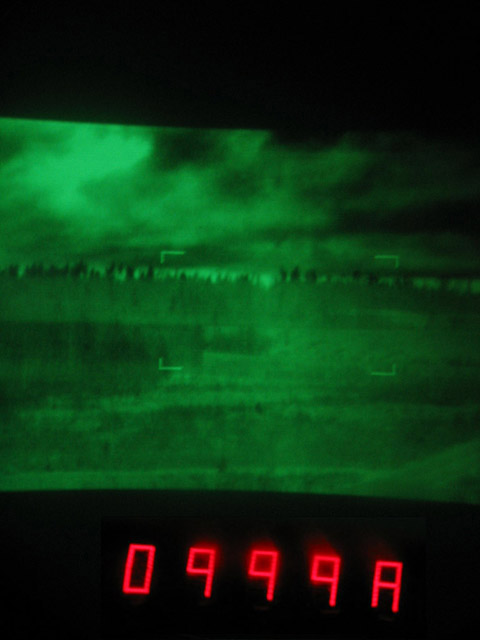
Blick aus dem EMES 15 mit Wärmebildgerät aus der Optik eines Leopard 2

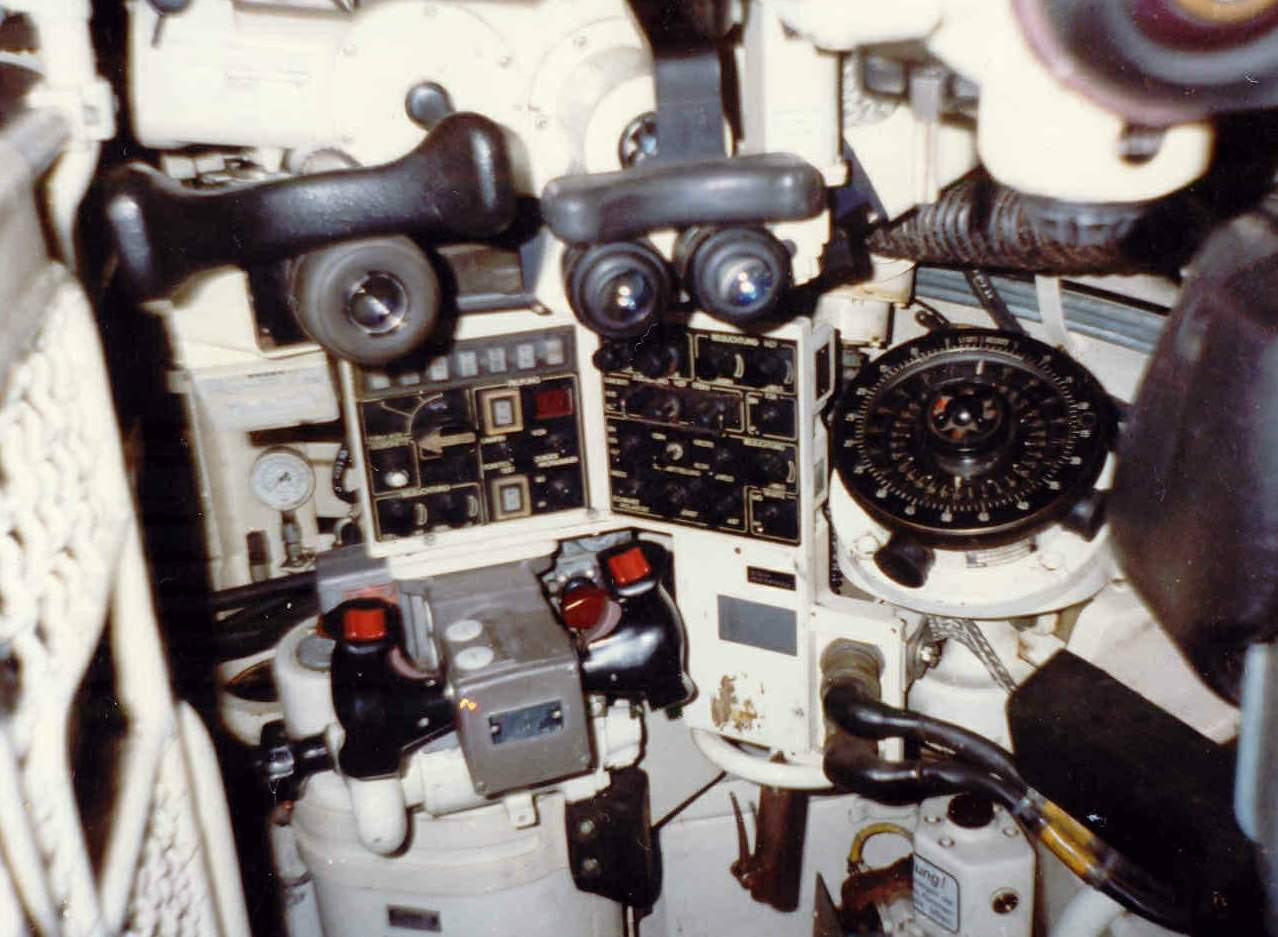
Richtschützenplatz auf dem Kampfpanzer Leopard 1 mit Zieloptiken

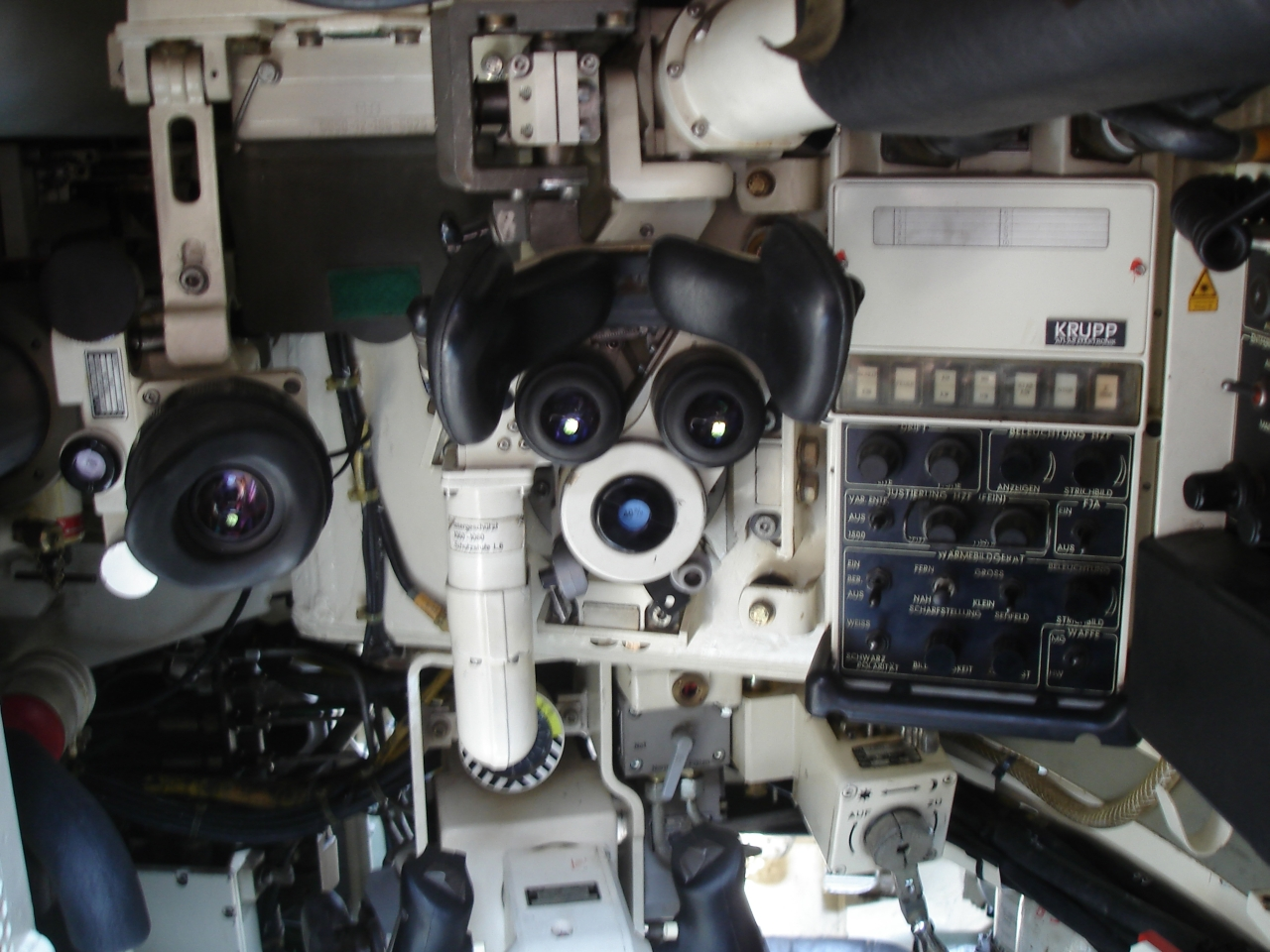
Richtschützenplatz auf dem Kampfpanzer Leopard 2 mit Zieloptiken

WBG-X ist ein Wärmebildgerät, welches bei der Bundeswehr auf verschiedenen Land-, See- und Luftfahrzeugen eingesetzt wurde.
Seit dem Jahr 1971 wurde an dem hochauflösenden WBG-X bei Zeiss-Eltro Optronic gearbeitet; 1979 wurden hingegen die „Common Modules“-Detektoren verwendet. Die „Common Modules“ von Texas Instruments wurden durch Zeiss lizenziert. Die Quecksilber-Cadmium-Tellurid-Technologie der „Common Modules“-Detektoren stammt hingegen von AEG-Telefunken (später AIM Infrarot-Module). Im Jahr 1980 begann durch Zeiss-Eltro Optronic (später aufgegangen in Hensoldt) die Serienproduktion des WBG-X.
Bei der Bundeswehr kam das WBG-X auf verschiedenen Arten zum Einsatz:
- beim Heer in den Kampfpanzern Leopard 1 und Leopard 2, im Schützenpanzer Marder, dem Transportpanzer M113, im Spähpanzer Luchs, im Jagdpanzer Jaguar und im Flugabwehrsystem Hawk.
- bei der Deutschen Marine in elektrooptischen Systemen für Schiffe (MEOS) und für stationäre Beobachtungsanlagen (EOBA) sowie in U-Boot-Beobachtungssehrohren (SERO).
- bei der Luftwaffe im Tornado ECR
- beim Bundesgrenzschutz als mobiles System zur Grenzüberwachung[6][7]

Es wurden über 10.000 Stück WBG-X gebaut. Das Modell wurde ab dem Jahr 2000 durch modernere Geräte wie Ophelios und Attica abgelöst und seit 2015 nicht mehr produziert.
Das WBG-X arbeitet bei Wellenlängen von 8 bis 14 Mikrometern und empfängt die Wärmestrahlung der Objekte. Es benötigt somit wie alle Wärmebildkameras keinerlei Beleuchtung.
In Panzern verbaute Wärmebildgeräte sind zumeist Wärmebildzielfernrohre, die gleichzeitig mit der Feuerleitanlage der Bordkanone verbunden sind und von Kommandanten und Richtschützen unabhängig voneinander bedient werden können.
Nach dem Einschalten ist das WBG-X erst nach zehn Minuten betriebsbereit, weil zunächst der Bildsensor auf eine Betriebstemperatur von −196 °C heruntergekühlt werden muss. Das WBG-X verwendet annähernd das gleiche Strichbild wie die Zieloptik im Tagbetrieb (z. B. EMES PERI-R17). Zu Beginn des Anrichtens verwenden Richtschützen oder Kommandanten in der Regel die 12-fache Vergrößerung, die anschließend für das weiträumige Beobachten des Gefechtsfeldes auf die 4-fache umgeschaltet wird. Die maximale Aufklärungsreichweite beträgt etwa 3 Kilometer.
Die Hell-Dunkel-Polarität der Anzeige kann je nach Gegebenheiten der Beobachtungsumgebung angepasst werden. Das Bild des WBG wird über einen optischen Kanal einer Okularbaugruppe in das Sichtfeld des Tagkanals eingeblendet, um Beobachtung und Feuerführung wie unter Tagbedingungen zu erreichen. Es kann mit einem Hebel zwischen Tag- und Wärmebildkanal umgeschaltet werden.
Das modular aufgebaute Zeiss WBX-X ist optisch verbunden mit dem Kommandanten-Rundblickperiskop Zeiss PERI R17. Es kann zwischen einem großen Sichtfeld und einem Ausschnitt für eindeutige Zielerkennung und Identifizierung gewechselt werden.
Das WBG-X besaß eine Leistungsaufnahme von 180 Watt, hatte eine Arbeitstemperatur von −35 bis +63 °C und wog mit der Masse seines Grundgerätes etwa 18 Kilogramm.
Das Einschalten des WBG gehört zur Herstellung der Gefechtsbereitschaft im Panzer.
Die Aufklärungsreichweite des WBG reicht weiter als die Einsatzschussweite der Bordwaffen. Schützen, die sich in 1500 Metern befinden, lassen sich auch bei schneller Drehbewegung des Turms meist gut erkennen. Bis zu einem gewissen Grad lassen sich auch Wärmesignaturen hinter leichter Deckung aufklären. Die Identifikation von Schützen gelingt hingegen meist nur mit der Tagesoptik.
Gefechtsfeldbeobachtung aus einer Stellung gehört zu den Hauptaufgaben des WBG. Die Tagessichtoptik hingegen kommt eher zur Zielidentifikation oder bei Zielen ohne Wärmesignatur zum Einsatz.